# Sevilla de Oro
Koordinaten: 2° 19′ 0″ S, 78° 6′ 0″ W
Sevilla de Oro war eine der frühesten und wichtigsten Stadtgründungen der spanischen Konquistadoren im Amazonasbecken und lag am Río Upano, östlich der heutigen Stadt Macas in der ecuadorianischen Provinz Morona Santiago. 
Sevilla de Oro wurde 1575 von José Villanueva de Maldonado im Auftrag des Gouverneurs von Yaguarzongo, Juan Salinas Loyola, gegründet. Melchor Vásquez de Ávila, Gouverneur des ursprünglich benachbarten Gouvernements Quijos, gliederte Sevilla und seine Umgebung dem eigenen Herrschaftsbereich ein. Bereits 1599 wurde die Stadt während des großen Aufstandes der Shuar zerstört, die sich gegen die Unterdrückung und Ausbeutung durch die Spanier auflehnten. Es wird angenommen, dass geflohene Überlebende aus Sevilla de Oro Macas gründeten.
Sevilla de Oro befand sich im Bereich des auf Salesianer-Missionen seit den 1920er Jahren zurückgehenden heutigen Kirchspiels Sevilla Don Bosco des Kantons Morona (dessen Koordinaten sind oben angegeben).
Einen Ort namens Sevilla de Oro findet man heute in der an Morona Santiago grenzenden Provinz Azuay. Er ist Hauptort eines gleichnamigen Kantons.